# داني بوداي
داني بوداي (بالإنجليزية: Danny Buday)‏ هو كاتب سيناريو ومنتج أفلام ومخرج أمريكي، ولد في 8 فبراير 1977.

## وصلات خارجية
- داني بوداي على موقع IMDb (الإنجليزية)
- داني بوداي على موقع ألو سيني (الفرنسية)
- داني بوداي على موقع أول موفي (الإنجليزية)
- داني بوداي على موقع قاعدة بيانات الأفلام السويدية (السويدية)
- داني بوداي على موقع قاعدة بيانات الفيلم (الإنجليزية)
- داني بوداي على موقع كينوبويسك (الروسية)